# 鶏冠井孝介
鶏冠井孝介（かいで こうすけ、1986年10月28日 - ）は、日本の元俳優。神奈川県出身。BLUE  LABEL所属。

## 略歴
2011年ドラマ俺の空のオーディションに参加し、全国2700人の中から10名のファイナリストまで残る。
その後、芸能事務所ピーチに所属。
2013年1月パールダッシュに移籍。
2015年8月ファーストラインに移籍。
退社後フリーでの活動を経て2016年12月より現在はBLUE LABELに所属となる。
2023年6月1日に自身のツイッターを更新し、芸能界引退を発表。
2024年4月19日に株式会社NIBUROを設立し、現在はペットフード関連の事業や飲食店の経営を行っている。

## 人物
- 姉と妹がいる。
- 小学校から高校まで剣道部に所属していた。段位は四段。
- 好きな食べ物は本人曰く手で巻いて食うもの。
- 猫が好き。

## 出演

### テレビドラマ
- 私のホストちゃん〜しちにんのホスト〜 （2011年10月 - 2012年3月、テレビ朝日） - 翔役
- 甘王の共感スクール（2013年6月5日、9月17日、24日、テレビ朝日） - 翔役
- 恋愛ドラマをもう一度（2013年11月23日、12月2日、LaLa TV）- 番組ディレクター役
- ごめん、愛してる （2017年8月20日、TBSテレビ）- 司会役
- 重要参考人探偵 （2017年12月8日、テレビ朝日）- 刑事役
- 特命係長  只野仁  クリスマスSP 誘う女（2017年12月24日、テレビ朝日） - 実相寺傑役
- ドラマスペシャル 探偵物語 日曜プライム(2018年4月8日 テレビ朝日)
- 西郷どん (NHK大河ドラマ)(2018年〜12月16日)
- よつば銀行 原島浩美がモノ申す!〜この女に賭けろ〜（2019年1月21日〜テレビ東京）-倉田健一役
- インハンド (2019年 EPISODE9-EPISODE10 TBSテレビ) -研究員役
- 白日の鴉2 (2020年 テレビ朝日)
- 家政夫のミタゾノ (2020年 テレビ朝日)
- 刑事7人 (2020年 テレビ朝日)
- だから私はメイクする (2020年 テレビ東京)
- 24 JAPAN (2021年 テレビ朝日)-阿川役
- あのときキスしておけば(2021年 テレビ朝日)
- 刑事7人 (2021年 テレビ朝日)-須々川役
- ボイスII 110緊急指令室 (2021年 日本テレビ)-警官役
- モモウメ (2021年9月12ー 日本テレビ)
- 群青領域 第1話（2021年10月15日、NHK）
- 和田家の男たち 第6話（2021年11月26日、テレビ朝日）- 山路雅人 役
- 新・ミナミの帝王 (2022年3月22日-関西テレビ)-記者役
- 義経のスマホ 夏草の陣 （2022年8月24日、NHK）-北条義時役
- 終着駅シリーズ　〜ファイナル　十月のチューリップ〜（2022年12月22日テレビ朝日）-宮田秀平役
- 往生際の意味を知れ!(2023年3月8日-4月26日　毎日放送・TBS)
- アリバイ崩し承りますスペシャル（2024年4月6日テレビ朝日）

### 配信ドラマ
- 特命係長  只野仁  AbemaTVオリジナル  第一話（2017年1月7日、AbemaTV） - 実相寺傑役
- モモウメ (2021年9月10日ー Hulu )
- 「29.4-ワタシの本心- with anan」『結婚とカラダ』#1 (2022年8月10日 ー8月11日、ABEMA)
- ギルガメッシュFIGHT （2022年12月25日〜 paravi ）–成田役

### 映画
- ソングドリーマーズ☆（2016年1月） - 祐天寺大和役
- あなたにふさわしい  (2018年)  - 結城孝志役
- 闇金クイーン  (2020年)  - 大森陽一役
- 劇場版 現代怪奇百物語 参乃章　(2021年)

### 舞台
- ライト・リライト（2012年8月、シアターグリーン BOX in BOX THEATER）- セーズ 役
- 女の子ものがたり（2012年10月、紀伊國屋ホール）- 良介 役
- ナシュラン家第3回公演「真面目に芝居もやってきたからよ…ネっ♡ Vol.3〜秋ナスの事情〜」（2012年11月、新宿LEFCADA）- ゲスト出演
- ザ・ナイト・オブ・クリスマウス  クリスマウスの夜 2012（2012年12月、新宿シアターモリエール）- 野島満 役
- 平成時代劇 萬屋錦之助一座『ざ☆よろきん』「吉原火消し衆」新春公演〜松風編〜（2013年1月、シアターグリーン BIG TREE THEATER）- 幾五郎 役
- 朗読劇 スターダストホテル（2013年3月、座・高円寺2）- 黒川天馬 役
- ライク・マイ・ファーザー（2013年4月、シアターグリーン BASE THEATER）- 床屋 役
- いい日、エールを（2013年7月、シアターグリーン BOX in BOX THEATER）- 田辺克己 役
- ナシュラン家第4回公演「真面目に芝居もやってきたからよ…ネっ♡ Vol.4〜ナスなんていらない〜」（2013年9月、新宿LEFCADA） - 翔 役 ※ゲスト出演
- 舞台「私のホストちゃん」（2013年10月 - 11月、青山劇場）- 翔 役
- LINE（2014年4月 - 5月、新宿スペース107）- 主演・前田悟志 役
- 旦那er's High!!（2014年6月、シアターグリーン BOX in BOX THEATER）- 松岡仁志 役
- 炎男〜ファイヤーガイズ〜公演Vol.3 「オサエロ」（2014年9月、両国Air studio）- 主演・中原修 役
- 舞台「私のホストちゃん〜血闘！福岡中洲編〜」（2014年12月、日本青年館/森ノ宮ピロティホール）- 翔 役
- 神様のおしごと（2015年2月 - 3月、俳優座劇場） - 執金 役
- Splash!!（2015年4月、シアターグリーン BIG TREE THEATER）- 主演・坂上吉宗 役
- LIVE×STAGE「ソングドリーマーズ☆」（2015年5月、上野ストアハウス）- 祐天寺大和 役
- 新撰組あと始末記（2015年7月、築地本願寺ブディストホール） - 主演・土方歳三 役
- 六畳一間で愛してる（2015年7月、両国Air studio）- 主演・坂井真一 役
- LIVE×STAGE「ソングドリーマーズLIVE☆」（2015年10月、恵比寿CreAto） - 祐天寺大和 役
- 舞台「私のホストちゃん THE FINAL〜激突！名古屋栄編〜」（2016年1月 - 3月、天王洲銀河劇場/ももちパレス大ホール/森ノ宮ピロティホール/名古屋市芸術創造センター） - 翔役
- 舞台「私のホストちゃん REBORN」（2017年1月、サンシャイン劇場） - 翔 役 ※ゲスト出演
- 劇団Rexy 第4回公演「晴れときどき、わかば荘」（2017年3月、DDD AOYAMA CROSS THEATER）- 清川誠司 役
- 多賀丸叙伝（2017年4月、中目黒キンケロ・シアター） - 草太 役
- 夢舞台 艶が〜る 初宴（2017年6月、新宿村LIVE） - 土方歳三 役
- 昆虫戦士コンチュウジャー2～激突！恐怖の戦士、ネオコンチュウジャー！～（2017年8月、全労済ホール／スペース・ゼロ） - シェフ・闇崎 役
- OZMAFIA!! （2017年9月、全労済ホール／スペース・ゼロ） - アクセル 役
- 野畑の飼ってた宇宙人（2017年10月、シアターグリーン BIG TREE THEATER） - ドーラ 役
- おおきく振りかぶって（2018年2月2日 - 12日、サンシャイン劇場）- 織田裕行 役[3]
- 信長の野望・大志 春の陣 天下布武 ～金泥の首編～（2018年5月17日 - 27日、CBGKシブゲキ!!）- 主演・織田信長 役[4]
- 散ッと舌を突く凍えそうな毒夢（2018年7月26日 - 29日、吉祥寺シアター）- 主演・レッド 役
- 信長の野望・大志 冬の陣 王道執行 〜騎虎の白塩編〜 (2018年11月8日 - 12日、シアター1010）- 主演・織田信長 役[5]
- 伊賀の花嫁　その三「ズルい女」編（2019年2月2日 - 11日、三越劇場）- 裏街道 吾一 役
- 信長の野望・大志 -夢幻- 〜本能寺の変〜（2019年5月18日 - 26日 戸田市文化会館 シアター1010） - 主演・織田信長 役[6]
- HARAJUKU～天使がくれた七日間～(2019年7月25日 - 27日、労音大久保会館R'sアートコート) - 林修太 役
- 信長の野望・大志 -零- 桶狭間前夜 〜兄弟相克編〜（2019年11月14日 - 23日 かめありリリオホール/名古屋特殊陶業市民会館ビレッジホール） - 主演・織田信長 役
- ダブルヘッダー特別公演 ｢おおきく振りかぶって｣ ／ ｢おおきく振りかぶって 秋の大会編｣ （2020年2月14日 - 24日、サンシャイン劇場） - 織田裕行 役
- 舞台「私のホストちゃん THE LAST LIVE in 豊洲PIT」～最後の同窓会もナメんなよ！～　(2020年2月20日　豊洲PIT)  - 翔 役
- 信長の野望・大志  〜最終章〜 群雄割拠 関ヶ原（2021年7月23日 - 29日 かめありリリオホール） - 主演・織田信長 役[7]
- RUST RAIN FISH(2021年9月23日 - 10月17日　紀伊國屋サザンシアター  /COOL JAPAN PARK OSAKA TTホール) - 広田役[8]

### バラエティ
- 笑っていいとも!（2000年、フジテレビ）
- 明石家さんまのずっとあなたが好きだった!（2011年、TBSテレビ）
- ナニコレ珍百景3時間スペシャル（2013年6月26日、テレビ朝日）
- 行列のできる法律相談所（2014年9月21日、日本テレビ）再現VTR
- 丸の内小町（2017年1月22日、テレビ朝日）
- ボキャブライダー（2017年6月19日、NHK）
- 特命‼︎風男塾（2018年5月4日、11日、BSフジ)
- PON!（2018年7月23日-7月26日、日本テレビ）
- ごちそんぐDJ  (2019年1月1日、NHK Eテレ)
- 行列のできる法律相談所（2019年5月12日、日本テレビ）ハイビスカス江役
- 行列のできる法律相談所(2020年11月15日、日本テレビ)ハイビスカス江役
- 行列のできる法律相談所(2021年2月7日、日本テレビ)屋敷 裕政役
- 29.4 -ワタシの本心- with anan 『結婚とカラダ』（2022年8月10日、ABEMA）

### ミュージックビデオ
- club vanilla & 甘王 「愛をナメんなよ」（2012年）
- CLIFF EDGE「ろくでなしメモリーズ」（2013年10月2日発売）
- 「お願い社長×PPE41 コラボMV」  (2022年)

### CM
- 東芝 ホームソリューション編（2013年7月-）
- オリエンタルバイオ つながる社員編（2017年1月-）
- 富士通 PASERI for PC（2017年1月-）
- プラレール  ドクターイエローセット（2018年2月-）
- 名探偵ピカチュウ 事件現場編 （2018年3月-）[9]
- 朝日酒造 (新潟県) 朝日山で話そう～同級生編（2018年4月-）
- 三井アウトレットパーク GWセール篇（2018年）
- ポケモンGO 「ポケGOダイエット」篇(2019年)
- ニチガス　「宇宙戦艦ニチガス」　(2020年)[10]
- SONY  「SONYストア　ヘッドホン」(2020年)
- アサイン ブランドムービー(2022)
- スーツのはるやま卒業生応援ムービー 「 ワタシたちだけの青春Vlog 」(2022年)
- 湯快リゾート　「夏の彩り寿司まつり　ロール寿司編 」 (2022年)
- スマホゲームお願い社長！　「2周年 PPE41 コラボMV」[11]
- インタツアー　「学生さんとの新しいつながり方インタツアー！」（2022年）
- 東京海上日動あんしん生命「あしたを、あんしんに、変えていく」篇　（2022年）
- 株式会社ビックライフソリューション「puhha みんなが嬉しいウォーターサーバー プッハ」（2022年）
- アイリスオーヤマ daspo WEB動画「家族編」　（2022年）
- リケン 「素材力だし おだしの風味発見！」編（2022年）
- キユーピー「Qummy “キユーミー”」（2022年）
- 全農 「あきたこまち」 （2022年）
- クリナップ  「CENTRO−セントロ−」 (2023年)

## 作品

### CD
- club vanilla&甘王「愛をナメんなよ！」（2012年3月3日発売）

### DVD
- 甘王伝説（2013年8月16日発売）